# Viola acanthophylla
Viola acanthophylla là một loài thực vật có hoa trong họ Hoa tím. Loài này được Leybold ex Reiche miêu tả khoa học đầu tiên.